# Frederico
Frederico ist als eine portugiesische Form von Friedrich ein portugiesischer männlicher Vorname und Familienname.

## Namensträger

### Vorname
- Frederico Leão Cabreira (1800–1880), portugiesischer Militär
- Helbert Frederico Carreiro da Silva (* 1979), brasilianischer Fußballspieler
- Frederico Chaves Guedes (* 1983), brasilianischer Fußballspieler, siehe Fred (Fußballspieler, 1983)
- Frederico Gil (* 1985), portugiesischer Tennisspieler
- Frederico Lange de Morretes (1892–1954), brasilianischer Maler, Zeichner, Graveur, Hochschullehrer und Zoologe
- Guido Frederico João Pabst (1914–1980), brasilianischer Botaniker
- Frederico Paredes (1889–1972), portugiesischer Fechter

### Familienname
- Isménia do Frederico (* 1971), kapverdische Leichtathletin
- Carlos Renato Frederico (* 1957), brasilianischer Fußballspieler